# Jolien Verschueren
Jolien Verschueren (* 7. Mai 1990 in Kortrijk; † 2. Juli 2021 in Kruisem) war eine belgische Cyclocrossfahrerin.

## Werdegang
Verschueren fuhr ab 2012 internationale Cyclocrossrennen. In der Saison 2014/2015 stieß sie in die Weltspitze vor und war fast in jedem Rennen unter den besten Zehn. Am 1. November 2015 erzielte sie ihren ersten Rennsieg beim Koppenbergcross, am Wochenende darauf wurde sie hinter Sanne Cant Vize-Europameisterin. Auch beim Druivencross von Overijse sowie einigen anderen Rennen war sie erfolgreich. 2016 wiederholte sie ihren Sieg im Koppenbergcross. Während ihrer Sportkarriere arbeitete Verschueren weiterhin Vollzeit in ihrem Beruf als Vorschul-Erzieherin.
Im Frühjahr 2018 wurde bei Verschueren ein bösartiger Hirntumor festgestellt und operativ entfernt. Nach einer Therapie machte Verschueren im Herbst 2019 ein Comeback, beendete ihre sportliche Karriere jedoch ein Jahr später; ihr letzter Wettkampf war wiederum der Koppenbergcross. Im Juli 2021 erlag Verschueren ihrer Krankheit.

## Ehrungen
Das Frauenrennen des Koppenbergcross heißt seit 2021 ihr zu Ehren Grote Prijs Jolien Verschueren.

## Erfolge
2015/2016
 Europameisterschaften
Bpost Bank Trofee – Oudenaarde
2016/2017
DVV Trofee – Oudenaarde